# Philippe Pastor
Pour les articles homonymes, voir Pastor.
Philippe Pastor est un artiste monégasque. 
Peintre expressionniste abstrait et sculpteur, ses œuvres ont été exposées à travers le monde, en Europe, Afrique, Asie et Etats-Unis. Il participe par deux fois à la Biennale de Venise, en 2007 et 2009 et représente la scène artistique monégasque à l’Exposition Universelle de Milan Expo 2015.

## Biographie
Philippe Pastor est né en 1961 à Monaco. Son père, Victor Pastor, était un promoteur immobilier. Son grand-père paternel, Gildo Pastor, participa à la construction d’une grande partie des bâtiments résidentiels le long de la côte monégasque.

### Carrière
Philippe Pastor travaille entre Monaco et l'Espagne. 
Après une première phase proche de l’expressionnisme figuratif, sa peinture se radicalise dans l’abstraction et l'expressionnisme abstrait. Engagé pour la protection de l'environnement, il développe alors une vision personnalisée de la Nature, traduisant les interactions de l’Homme avec la planète . 
Sensible aux changements les plus subtils de la nature, il compose avec les saisons, le climat, les minéraux et végétaux en tous genres : la création naît de la mise en rapport de l’être avec le milieu, comme pour mieux faire surgir de l’art une nouvelle vie . 
L’utilisation d’éléments naturels et de matériaux bruts dans sa peinture ne va pas sans rappeler le travail des artistes matiéristes  mais aussi certains aspects de l’arte povera.
En 2003, à la suite d’un incendie à la Garde-Freinet, l’artiste collecte des bois calcinés qu’il transforme en sculpture afin d’attirer l’attention sur les ravages des incendies de forêts. Des installations monumentales de ses sculptures seront présentées à travers le monde, notamment à travers le Programme des Nations Unies pour l'environnement et des installations permanentes à l’Office des Nations unies à Nairobi  au Kenya ou à l’Aéroport Nice Côte d’Azur. Elles seront aussi exposées à Singapour en 2007, année où il créera l’association Art et Environnement ,. En 2014, « Les Arbres Brûlés » seront présentés à la gare Montparnasse et à la gare du Nord à Paris, en collaboration avec la Fondation Nicolas Hulot,. L’année d’après, il est l’artiste officiel du Pavillon Monaco à l’exposition Universelle Expo 2015 à Milan, intégrant les sculptures à l’architecture du pavillon .
En 2014, Philippe Pastor investit le paysage avec une installation monumentale repartie sur un terrain de plus de 15 000 m2. À partir de multiples dalles de pierre naturelle, assemblées en cinq lettres formant le mot « BASTA », il crée une interjection directe et visible depuis le ciel. Intervenant alors au cœur de la nature, l’œuvre entre dans le domaine du land art, marquant une nouvelle étape dans le travail de l’artiste.
Philippe Pastor participera à deux occasions à la Biennale de Venise, en 2007 et 2009, avec des œuvres engagées autour de thématiques environnementales, dénonçant les effets néfastes du changement climatique.
A Monaco, ses œuvres sont visibles à la galerie De Jonckheere  aux côtés d’artistes contemporains et modernes tels Damien Hirst, Yves Klein, Alexander Calder, René Magritte, Lucio Fontana, Nicolas de Staël, parmi d’autres[pertinence contestée]. Ses tableaux ont aussi été vendus par Christie’s ou Sotheby’s lors de ventes aux enchères,.